# Hans Heck
Hans (eigentlich Johann) Heck (* 24. März 1906; † 14. Juli 1942 in Mannheim) war ein deutscher kommunistischer Widerstandskämpfer gegen den NS-Staat.

## Leben
Als Hans Heck seine Schulausbildung abgeschlossen hatte,  absolvierte er eine Ausbildung zum Schlosser und fand eine Arbeit bei der Firma Lanz. Aufgrund seiner politischen und sozialen Überzeugung wurde er Mitglied in der Kommunistischen Partei Deutschlands (KPD). In den 1920er Jahren engagierte er sich gegen den aufkommenden Nationalsozialismus.
Nach der Machtübertragung an die NSDAP 1933 wurde Hans Heck von der Gestapo verhaftet und in das KZ Kislau deportiert. Als er wieder entlassen worden war, setzte er seine illegale Arbeit gegen das NS-Regime fort. Er fand Kontakt zur Widerstandsgruppe um Georg Lechleiter und gehörte zu den Mitstreitern, die nach dem Überfall Deutschlands auf die Sowjetunion an der Herstellung und Verbreitung der Aufklärungs- und Anklageschrift „Der Vorbote“ mitwirkten. Hans Heck war bei denen, die im Februar 1942 verhaftet und vor den Volksgerichtshof gestellt werden sollten. Am Tag vor Prozessbeginn wurden die Angeklagten grausam gefoltert, worauf sich  Hans Heck das Leben nahm.

## Erinnerung
- Am 20. November 1984 beschloss der Gemeinderat Mannheim, eine Straße in Mannheim-Schönau in „Hans-Heck-Weg“ zu benennen.[1]

- Auf dem John Deere-Werksgelände (früher Firma Lanz) in Mannheim-Lindenhof wurde von Aktionskünstler Gunter Demnig ein Stolperstein verlegt.[2]

- In der Mannheimer Schwetzingerstadt befindet sich auf dem – bereits 1945 so benannten – Georg-Lechleiter-Platz ein Denkmal für die Widerstandskämpfer der Lechleiter-Gruppe von Manfred Kieselbach (1988).